# Vararepresentant
Ein Vararepresentant ist im parlamentarischen System Norwegens ein Suppleant, Reserve- oder Ersatzabgeordneter einer parlamentarischen Versammlung. Er vertritt einen über die gemeinsame Parteiliste gewählten Abgeordneten, solange dieser an der Ausübung seines Mandats rechtmäßig gehindert ist.
Dafür kann es unterschiedliche Gründe geben: 
- Nach § 62 Grundgesetz ist ein Sitz im Storting unvereinbar mit der Tätigkeit als Minister, Staatssekretär, politischer Berater der Regierung, Mitglied des Obersten Gerichts, Beamter in der Staatskanzlei, im diplomatischen oder konsularischen Dienst. Damit soll das Prinzip der Gewaltenteilung gestärkt werden.
- Ärztliche Arbeitsunfähigkeitsbescheinigung (legemeldt sykefravær), Mutterschutz, Vaterschaftsurlaub.

Bei der Feststellung des Wahlergebnisses wird je Partei eine Reihe möglicher Ersatzabgeordneter benannt. Dabei handelt es sich um diejenigen Kandidaten, die die meisten Stimmen erhalten haben, ohne gewählt worden zu sein. Die Anzahl der Ersatzabgeordneten bemisst sich in jedem Wahlkreis, soweit möglich, nach der Zahl der jeweils errungenen Mandate zuzüglich drei (§ 11–5 Wahlgesetz). Wird der Ersatzabgeordnete tatsächlich zur Parlamentsarbeit herangezogen, ist er voll stimmberechtigt und erhält eine Abgeordnetenentschädigung nach den gesetzlichen Regelungen.
Ein Vararepresentant wird nur dann als Nachrücker zu einem regulären Abgeordneten (stortingsrepresentant), wenn das zu besetzende Mandat endgültig unbesetzt ist, sei es durch Verzicht oder Tod des gewählten Abgeordneten.  